# Victoria Memorial (Kolkata)
Victoria Memorial (hindi: विक्टोरिया मेमोरियल, beng. ভিক্টোরিয়া মেমোরিয়াল হল) – pomnik ku czci królowej Wiktorii, zbudowany w Kolkacie w Indiach. Ma postać rozległego gmachu z marmuru, otoczonego ogrodami w stylu angielskim. Współcześnie mieści się tu muzeum.
W styczniu 1901, po śmierci królowej Wiktorii, ówczesny gubernator generalny i wicekról Indii George Curzon zaproponował budowę pomnika. Pomnik zaprojektował angielski architekt William Emerson, zaś kamień węgielny położył książę Walii, późniejszy król Jerzy V. Budowlę ukończono w 1921 roku.

## Galeria

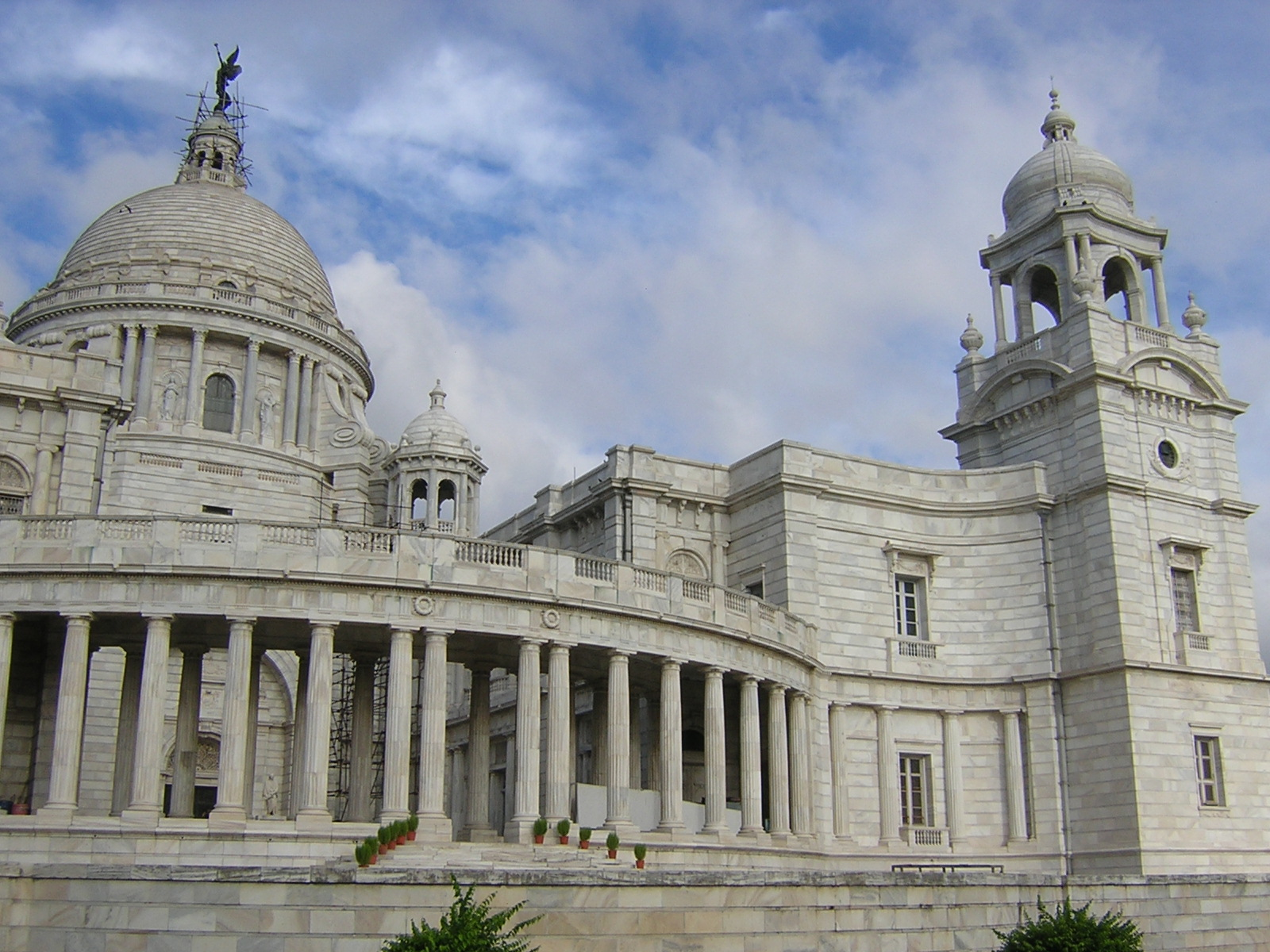
Victoria Memorial
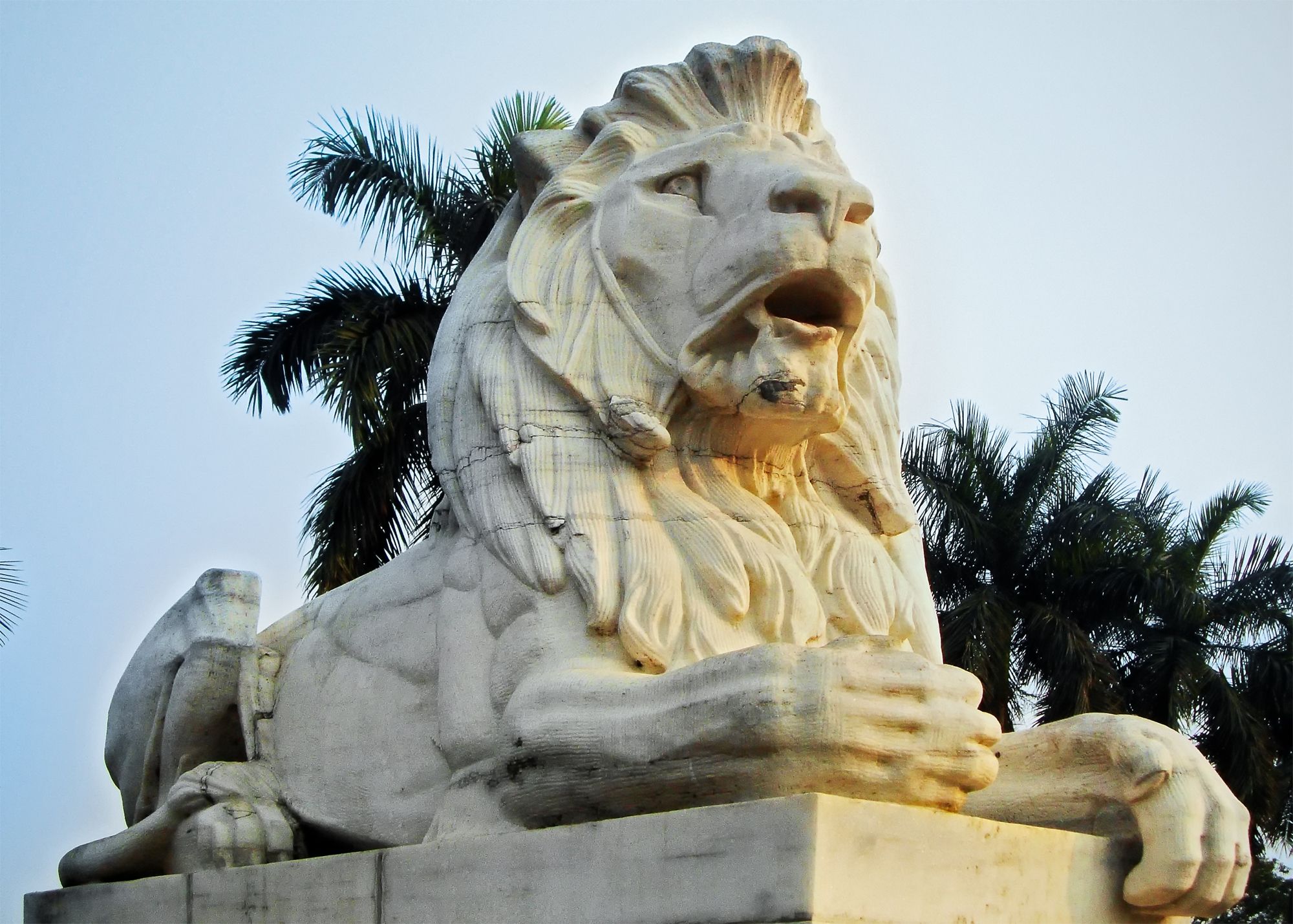
Posąg lwa przy budowli
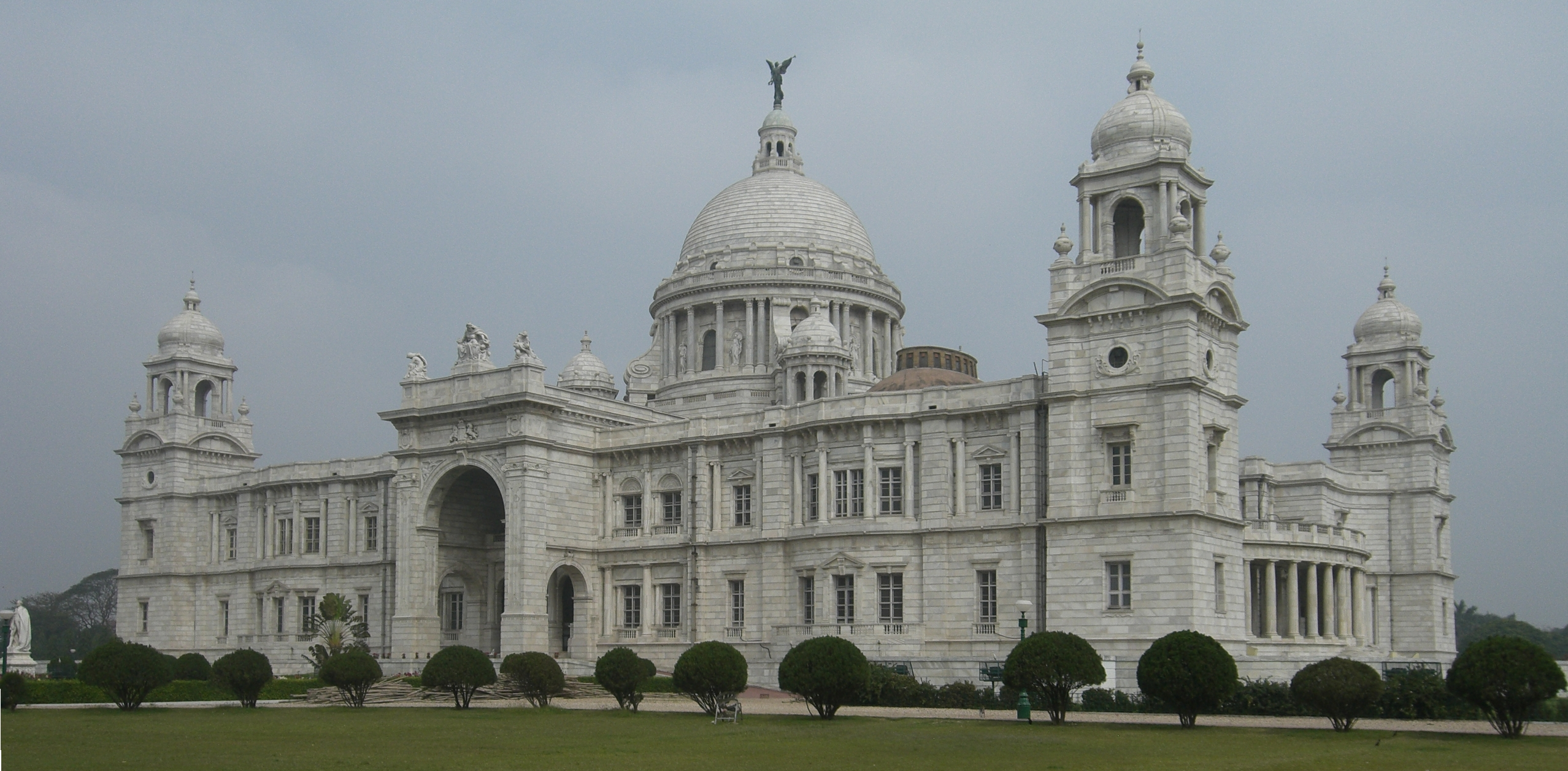
Widok ogólny budowli